# Piazza Dante (Rome)
La Piazza Dante est une place de Rome, dans le rione Esquilino. Elle est située non loin de la piazza Vittorio Emanuele II.
La place, qui porte le nom de Dante Alighieri, aurait dû abriter un monument dédié au poète florentin, mais le projet n'a jamais été mis en œuvre.

## Histoire et description
Sur la piazza Dante, on trouve le palais des Caisses d'Épargne Postale, qui a été construit en 1912 sur le projet de Luigi Rolland (it).
Au cours de la Seconde Guerre mondiale, la place abritait l'un des plus grands abris souterrains de la capitale. Ces locaux abritent depuis les années 1980 une centrale de production d'électricité.
Jusqu'en 1945, la place a été nommée Piazza Leonardo da Vinci, car il était prévu de créer une allée dédiée à Dante, dans le nouveau quartier Esposizione Universale di Roma, jamais réalisée.
Récemment, les jardins de la place ont été consacrés aux immigrants Hasib et Marie Begum, qui ont péri dans un incendie, près de la via Buonarroti en 2007.

## Galerie

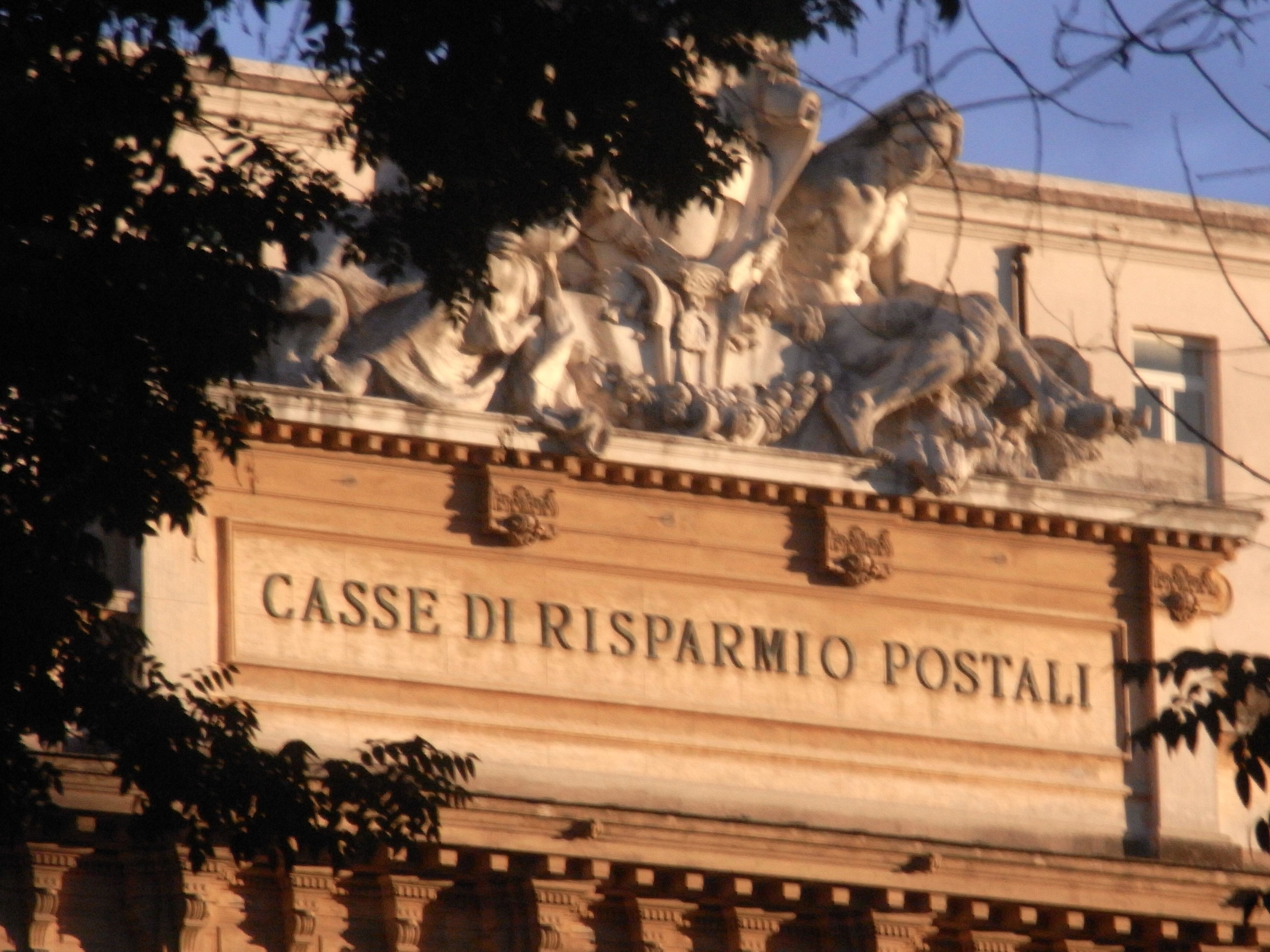
Palais de l’Épargne Postale